# Tsubasa Yoshihira
Tsubasa Yoshihira (født 5. januar 1998) er en japansk fodboldspiller, som spiller for den japanske fodboldklub Oita Trinita.